# بانیوس د ریو توبیا
بانیوس د ریو توبیا (به اسپانیایی: Baños de Río Tobía) یک دهستان در اسپانیا است که در Anguiano واقع شده‌است. بانیوس د ریو توبیا ۱٬۷۲۸ نفر جمعیت دارد و ۵۷۴ متر بالاتر از سطح دریا واقع شده‌است.